# Wallrabs
Wallrabs ist ein Stadtteil  der Stadt Hildburghausen im Landkreis Hildburghausen in Thüringen.

## Lage
Wallrabs liegt in der Südweststadt von Hildburghausen zwischen Römhilder- und Coburger-Straße. Danach schließt im Südosten Birkenfeld an.

## Geschichte
Wallrabs wurde am 9. Juli 908 erstmals urkundlich erwähnt.
Der Ort wurde 1969 nach Hildburghausen eingemeindet.

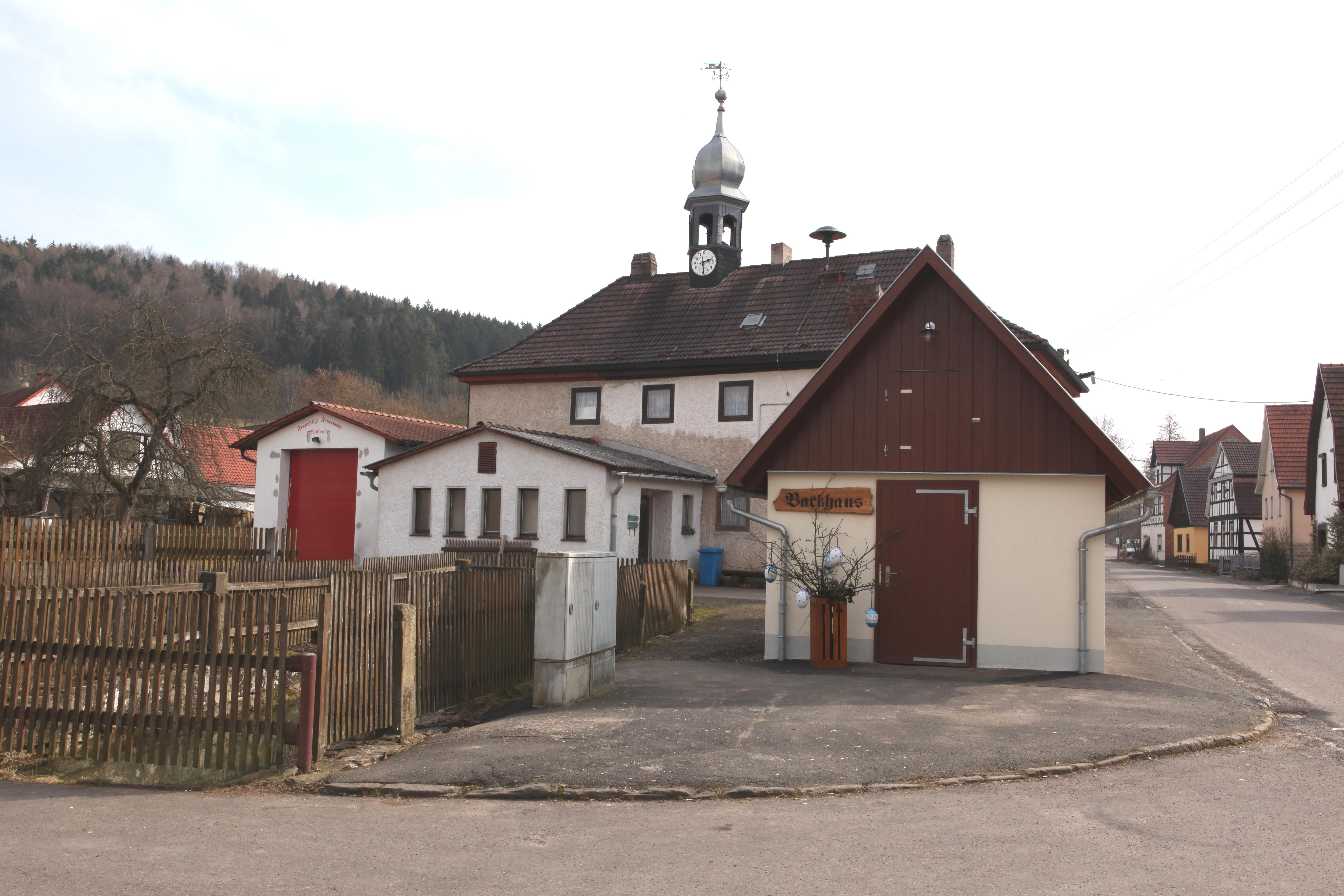
Backhaus

## Sehenswürdigkeiten
Der Glockenbrunnen und der Wallrabser Berg sowie Nonnesruh sind sehenswert.

## Söhne und Töchter der Gemeinde
- Ottilie, Caspar Finks Frau (–1613), Opfer eines Hexenprozesses, wurde verurteilt und verbrannt.[3]